# DeSoto S-Series
La S-Series è una serie di autovetture prodotta dalla DeSoto dal 1931 al 1942 e dal 1946 al 1957.

## Le varie serie

### SA-Series (1931–1932)

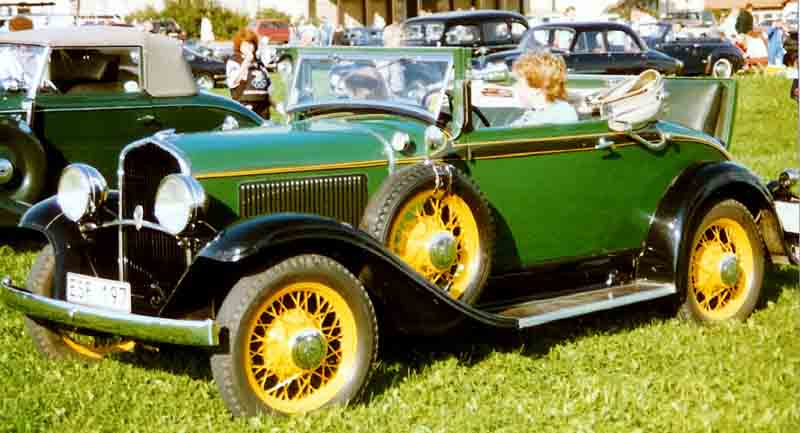
DeSoto SA-Series cabriolet (1931)

La prima vettura della serie, la SA, è succeduta alla CK-Series nel 1931. È stata presentata al pubblico al salone dell'automobile di New York nel 1931. Il modello aveva montato un motore a sei cilindri in linea e valvole laterali da 3.364 cm³ di cilindrata che erogava 72 CV di potenza a 3.400 giri al minuto. Il passo era, come per il modello antenato, 2.769 mm.

### SC-Series (1932)

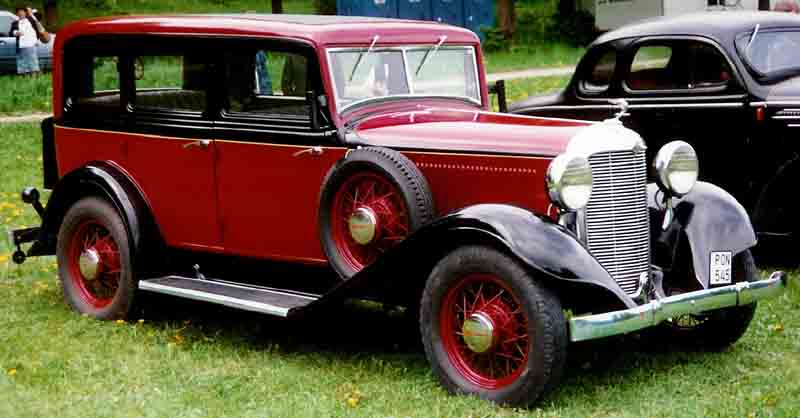
DeSoto SC-Series berlina (1932)

Nel gennaio 1932 è stata invece introdotta la SC-Series. Rispetto al modello precedente, la nuova vettura fu notevolmente rivista: nello specifico, la calandra venne arrotondata ed il motore fu ingrandito. Il propulsore, infatti, aveva una cilindrata di 3.569 cm³ ed ora sviluppava 75 CV. Anche il passo crebbe e toccò i 2.854 mm.

### SD-Series (1933)
Nel dicembre 1932 è stata introdotta la serie SD. Il nuovo modello, rispetto al precedente, fu oggetto di lievi revisioni stilistiche. Il motore possedeva la stessa cilindrata di quello della SC-Series, anche se fu potenziato fino a toccare i 100 CV. La produzione terminò nel dicembre 1933.

### SE-Series (1934)
Vedi la voce DeSoto Airflow

### SF-Series (1935)
Vedi la voce DeSoto Airstream

### SG-Series (1935)
Vedi la voce DeSoto Airflow

### S-1-Series (1936)
Vedi la voce DeSoto Airstream

### S-2-Series (1936)
Vedi la voce DeSoto Airflow

### S-3-Series (1937)
La nuova serie S-3 è stato invece lanciata nel settembre 1936 ed ha sostituito sia la Airflow che la Airstream. La S-3 è stata offerta su un telaio che era disponibile con due diverse misure di passo: 2.946 millimetri e 3.378 mm. La S-3 montava un motori a sei cilindri da 3.738 cm³ di cilindrata ed erogava una potenza di 93 CV.

### S-5-Series (1938)

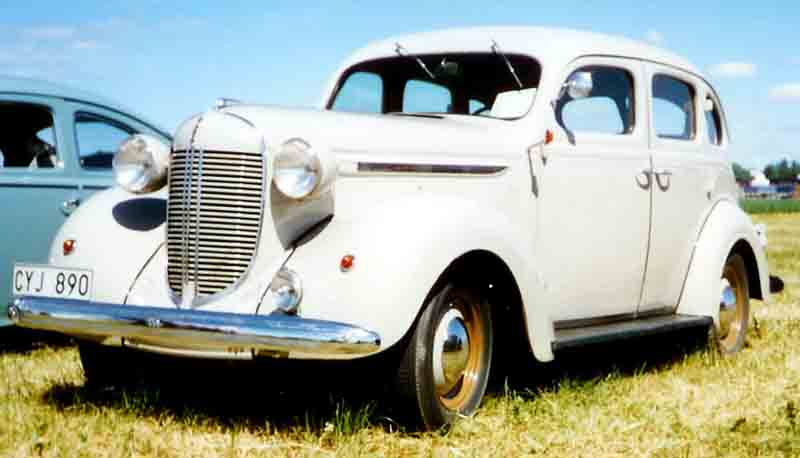
DeSoto S-5-Series berlina (1938)

L'S-5 venne introdotta nel 1938 ed era sostanzialmente una S-3 rivista.

### S-6-Series (1939)

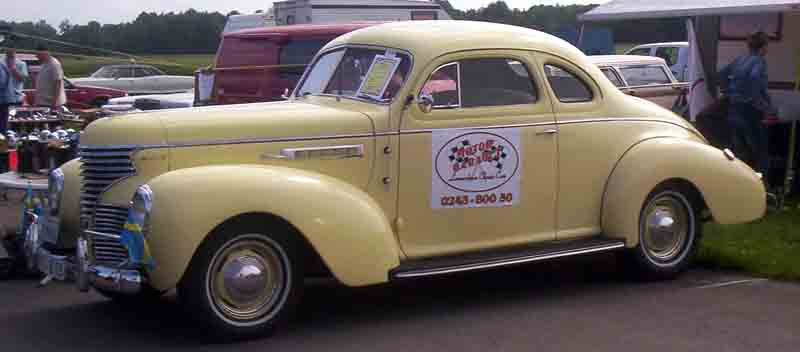
DeSoto S-6-Series coupé (1939)

La S-6, che è stata lanciata nel 1939, aveva i fanali integrati nei parafanghi anteriori e possedeva una calandra più ampia che era caratterizzata dalla presenza di barre cromate orizzontali.

### S-7-Series (1940)
La S-7 è stata invece lanciata nel 1940 ed era dotata dell'impianto di riscaldamento e di quello di ventilazione. Tra le opzioni, era disponibile il cambio semiautomatico "Simplimatic"

### S-8-Series (1941)

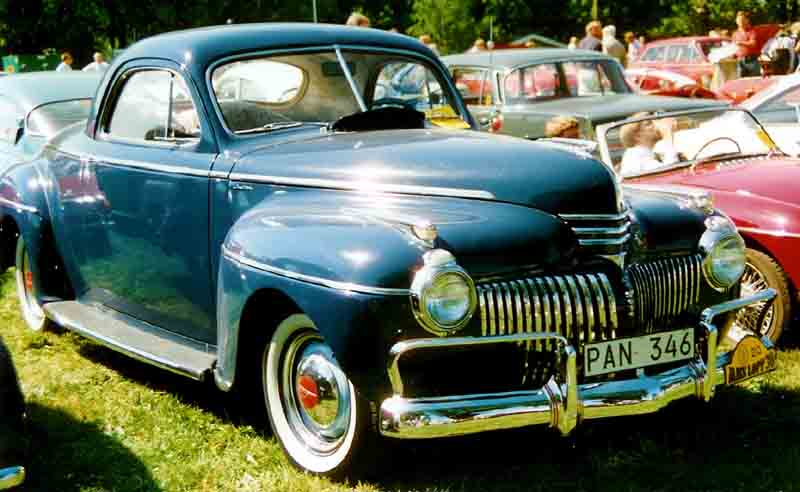
DeSoto S-8-Series coupé (1941)

La S-8 aveva invece una carrozzeria più lunga e larga che era disponibile in due passi differenti, 3.086 mm e 3.543 mm. La calandra possedeva delle barre verticali invece che orizzontali. Il lunotto era significativamente più grande.

### S-10-Series (1942)
Nel 1942 la serie venne completamente rivista. La calandra, che era contraddistinta da barre cromate verticali, era diventata più piatta ed ora era estesa lungo tutta la larghezza del veicolo. I fari anteriori - quando non in uso - scomparivano dietro una lamiera, e questo dava al veicolo un aspetto quasi futuristico. Il motore aveva una cilindrata di 3.879 cm³ ed erogava 115 CV. Nel gennaio 1942, la produzione venne interrotta a causa della seconda guerra mondiale.

### S-11-Series (1946–1948)

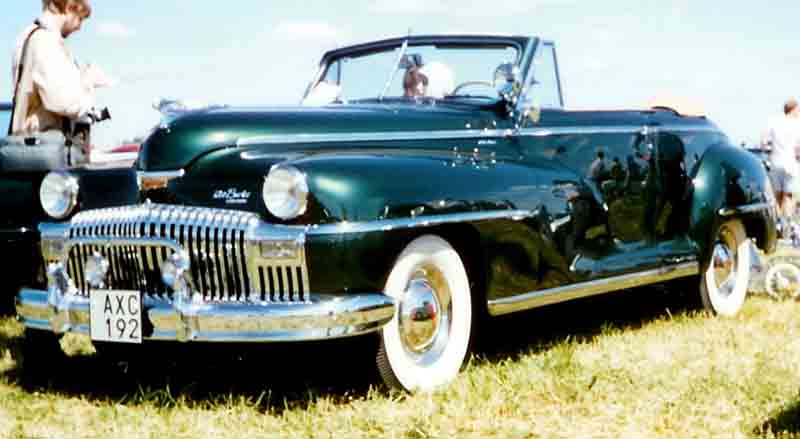
DeSoto Custom S-11-C cabriolet (1946)

Vedi le voci DeSoto Deluxe (S-11-S) e DeSoto Custom (S-11-C)

### S-13-Series (1949)
Vedi le voci DeSoto Deluxe (S-13-1) e DeSoto Custom (S-13-2)

### S-14-Series (1950)
Vedi le voci DeSoto Deluxe (S-14-1) e DeSoto Custom (S-14-2)

### S-15-Series (1951–1952)
Vedi le voci DeSoto Deluxe (S-15-1) e DeSoto Custom (S-15-2)

### S-16-Series (1953)
Vedi la voce DeSoto Firedome

### S-17-Series (1952)
Vedi la voce DeSoto Firedome

### S-18-Series (1953)
Vedi la voce DeSoto Powermaster

### S-19-Series (1954)
Vedi la voce DeSoto Firedome

### S-20-Series (1954)
Vedi la voce DeSoto Powermaster

### S-21-Series (1955)
Vedi la voce DeSoto Fireflite

### S-22-Series (1955)
Vedi la voce DeSoto Firedome

### S-23-Series (1956)
Vedi la voce DeSoto Firedome

### S-24-Series (1956)
Vedi le voci DeSoto Fireflite (S-24) e DeSoto Adventurer (S-24-A)

### S-25-Series (1957)
Vedi la voce DeSoto Firedome

### S-26-Series (1957)
Vedi le voci DeSoto Fireflite (S-26) e DeSoto Adventurer (S-26-A)

### S-27-Series (1957)
Vedi la voce DeSoto Firesweep